# Hideki Maeda
Hideki Maeda (* 13. květen 1954) je bývalý japonský fotbalista.

## Klubová kariéra
Hrával za Furukawa Electric.

## Reprezentační kariéra
Hideki Maeda odehrál za japonský národní tým v letech 1975-1984 celkem 65 reprezentačních utkání.

## Statistiky
| Japonsko | Japonsko | Japonsko |
| Roky     | Záp.     | Góly     |
| -------- | -------- | -------- |
| 1975     | 5        | 1        |
| 1976     | 6        | 1        |
| 1977     | 3        | 0        |
| 1978     | 7        | 1        |
| 1979     | 9        | 3        |
| 1980     | 11       | 3        |
| 1981     | 11       | 0        |
| 1982     | 3        | 0        |
| 1983     | 7        | 2        |
| 1984     | 3        | 0        |
| Celkem   | 65       | 11       |